# Regeringen Papadimos
Regeringen Papadimos var Greklands regering från dess bildande den 11 november 2011 till dess avgång den 17 maj 2012. Premiärminister var Loukas Papadimos.
På grund av den katastrofala ekonomiska kris som drabbade Grekland med början 2010 tvingades den sittande premiärministern, Giorgos Papandreou, att avgå i november 2011 i syfte att bereda väg för en koalitionsregering som ska leda Grekland fram till ett nyval i början av 2012. De större grekiska partierna enades då om att Papadimos skulle leda den nya regeringen.
Regeringen är en koalitionsregering som består av PASOK, Ny demokrati och Folklig ortodox samling, som tillsammans ska leda landet till nyval. Efter långa förhandlingar blev partierna eniga om en regeringsplattform, och man utsåg den oberoende ekonomen Loukas Papadimos till premiärminister. 
11 av de 17 ministrarna har hängt med från förra regeringen.
Till följd av parlamentsvalet hållet i maj 2012 där inga partier lyckats bilda regering togs beslut att en regering bestående av enbart teknorater skulle leda landet fram tills nästa parlamentsval som kommer att hållas i juni 2012.
| Ämbete                                              | Minister | Minister                 | Tillträdde       | Avgick          | Parti    |
| --------------------------------------------------- | -------- | ------------------------ | ---------------- | --------------- | -------- |
| Premiärminister                                     |          | Loukas Papadimos         | 11 november 2011 | 17 maj 2012     | Partilös |
| Vice premiärminister                                |          | Theodoros Pangalos       | 7 oktober 2009   | 17 maj 2012     | PASOK    |
| Finansminister                                      |          | Evangelos Venizelos      | 17 juni 2011     | 17 maj 2012     | PASOK    |
| Inrikesminister                                     |          | Tassos Yiannitsis        | 11 november 2011 | 17 maj 2012     | PASOK    |
| Administrativa reformer- och e-förvaltningsminister |          | Dimitris Reppas          | 17 juni 2011     | 17 maj 2012     | PASOK    |
| Utrikesminister                                     |          | Stavros Dimas            | 11 november 2011 | 17 maj 2012     | ND       |
| Försvarsminister                                    |          | Dimitris Avramopoulos    | 11 november 2011 | 17 maj 2012     | ND       |
| Utveckling, konkurrenskraft- och sjöfartsminister   |          | Michalis Chrysohoidis    | 7 september 2010 | 17 maj 2012     | PASOK    |
| Miljö, energi- och klimatförändringsminister        |          | Giorgos Papakonstantinou | 17 juni 2011     | 17 maj 2012     | PASOK    |
| Utbildning, lärande- och religionsminister          |          | Anna Diamantopoulou      | 7 oktober 2009   | 17 maj 2012     | PASOK    |
| Infrastruktur, transport- och nätverksminister      |          | Makis Voridis            | 11 november 2011 | 9 februari 2012 | LAOS     |
| Arbetsmarknads- och socialminister                  |          | Giorgos Koutroumanis     | 17 juni 2011     | 17 maj 2012     | PASOK    |
| Hälsovårdsminister                                  |          | Andreas Loverdos         | 7 september 2010 | 17 maj 2012     | PASOK    |
| Landsbygds- och livsmedelsminister                  |          | Kostas Skandalidis       | 7 september 2010 | 17 maj 2012     | PASOK    |
| Justitieminister                                    |          | Miltiadis Papaioannou    | 17 juni 2011     | 17 maj 2012     | PASOK    |
| Skyddsminister                                      |          | Christos Papoutsis       | 7 september 2010 | 17 maj 2012     | PASOK    |
| Turism- och kulturminister                          |          | Pavlos Geroulanos        | 7 oktober 2009   | 17 maj 2012     | PASOK    |
| Statssekreterare                                    |          | Giorgos Stavropoulos     | 11 november 2011 | 17 maj 2012     | Partilös |
| Regeringens talman                                  |          | Pantelis Kapsis          | 11 november 2011 | 17 maj 2012     | Partilös |